# منطقة آلتوتينغ
منطقة آلتوتينغ (بالأَلمانِيَّة: Landkreis Altötting) هي دائِرَة أَلمانِيَّة تَّابعة لمُحافظة باڤارِيا العُليَا في وِلاَية باڤارِيا في جُمهُوريَّة أَلمَانيَا الاِتّحاديّة. وتضُمّ مِنطقَة آلتوتينغ أَربعة مُدُن، وسُوقِين، وثمانِيَة عَشر بَلدَة بمِساحة تُقَدَّر بحَوالَي 570 كم².

## التّقسِيمات الإِدارِيّة
تضُمّ مِنطقَة آلتوتينغ أَربعة مُدُن، وسُوقِين، وثمانِيَة عَشر بَلدَة بمِساحة تُقَدَّر بحَوالَي 570 كم².

### المُدن
| اِسم المدِينة        | ٱلِٱسم بالأَلمانِيَّة    | عَدد السُكَّان | المِساحَة (كم²) |
| ------------------ | ------------------- | ---------- | ------------- |
| مدِينة آلتوتينغ     | Stadt Altötting     | 12٬808     | 23            |
| مدِينة بِورغهَاوزِن    | Stadt Burghausen    | 18٬431     | 19            |
| مدِينة نِيوتّينَغ      | Stadt Neuötting     | 8٬601      | 36            |
| مدِينة تُوقينَغ أم إِن | Stadt Töging am Inn | 9٬286      | 14            |

### الأَسوَاق
| اِسم السُّوق   | ٱلِٱسم بالأَلمانِيَّة | عَدد السُكَّان | المِساحَة (كم²) |
| ----------- | ---------------- | ---------- | ------------- |
| سُوق مَاركِتل  | Markt Marktl     | 2٬700      | 27            |
| سُوق تُوسلينَغ | Markt Tüßling    | 3٬251      | 19            |

### البلدَات
| اِسم البلدَة                 | ٱلِٱسم بالأَلمانِيَّة                | عَدد السُكَّان | المِساحَة (كم²) |
| -------------------------- | ------------------------------- | ---------- | ------------- |
| بَلْدَة بُورَغكِيرشنَّ آن دِير آلتسِ | Gemeinde Burgkirchen an der Alz | 10٬361     | 46            |
| بَلْدَة إمِيرتِينغٌ              | Gemeinde Emmerting              | 4٬138      | 14            |
| بَلْدَة إرلبَاخ                | (Gemeinde Erlbach (Oberbayern   | 1٬161      | 28            |
| بَلْدَة فَيِشتِن آن دِير آلتسِ     | Gemeinde Feichten an der Alz    | 1٬178      | 18            |
| بَلْدَة غارشينغٌ آن دِير آلتسِ   | Gemeinde Garching an der Alz    | 8٬550      | 25            |
| بَلْدَة هَايمّينغٌ               | (Gemeinde Haiming (Oberbayern   | 2٬442      | 29            |
| بَلْدَة هَالسبَاخ               | Gemeinde Halsbach               | 941        | 22            |
| بَلْدَة كَاستل                 | (Gemeinde Kastl (Oberbayern     | 2٬727      | 27            |
| بَلْدَة كيرشِڤيدآخ             | Gemeinde Kirchweidach           | 2٬438      | 20            |
| بَلْدَة مِيهرينغٌ               | (Gemeinde Mehring (Oberbayern   | 2٬473      | 23            |
| بَلْدَة بِيرآخ                 | Gemeinde Perach                 | 1٬240      | 14            |
| بَلْدَة بِلَايسكيرشِن            | Gemeinde Pleiskirchen           | 2٬411      | 25            |
| بَلْدَة رايشآخ                | Gemeinde Reischach              | 2٬545      | 29            |
| بَلْدَة شَتَامهَام               | (Gemeinde Stammham (am Inn      | 994        | 5             |
| بَلْدَة تايسينغٌ               | Gemeinde Teising                | 1٬920      | 5             |
| بَلْدَة تيِرلآخينغٌ             | Gemeinde Tyrlaching             | 947        | 21            |
| بَلْدَة اُونترنُويِكيرشِن         | Gemeinde Unterneukirchen        | 3٬070      | 23            |
| بَلْدَة ڤإِنهُورينغٌ             | Gemeinde Winhöring              | 4٬809      | 25            |

## وصلات خارجية
- الصّفحة الرّسميّة لمنطقة آلتوتينغ (بالألمانية)